# Col du Mortirolo
Le col du Mortirolo ou col de la Foppa (italien : Passo del Mortirolo ou Passo della Foppa) est un col italien situé à 1 852 m d'altitude dans la vallée homonyme (it), séparant la province de Sondrio de la province de Brescia, en Lombardie. Il est régulièrement emprunté par le Tour d'Italie.
Le col est connu sur la cartographie et dans la signalisation officielle sous le nom de « passo della Foppa » : le nom « passo del Mortirolo » est attribué à un petit col situé environ 600 m au nord-est, à une altitude de 1 895 m.

## Géographie
La route passant au col du Mortirolo (NSA 591/NSA 597) est étroite et peu fréquentée, car l’alternative du col de l'Aprica est beaucoup plus facile et rapide pour atteindre Bormio et la partie supérieure de la Valteline depuis la région de Brescia ou du Trentin.
Le col du Mortirolo peut être atteint par trois versants différents :
- du nord, depuis la Valteline, au départ de Mazzo di Valtellina (jonction avec la route nationale 38 du Stelvio) ou de Grosio selon deux itinéraires différents qui montent du même côté puis se rejoignent quelques kilomètres avant le col ;
- du sud, depuis le val Camonica, en passant par Monno (jonction avec la route 42 del Tonale e della Mendola près d'Edolo) ;
- de l'ouest, depuis l'Aprica (route nationale 39 du col de l'Aprica) en passant par Trivigno.

## Histoire
En avril 1945, au cours de la Seconde Guerre mondiale, le col a été le théâtre de deux batailles. Le nom « Mortirolo » fait référence aux morts et aux combats de la Première Guerre mondiale. En fait, l’accès à partir de Trivigno et au-delà s’effectue aujourd’hui sur le tracé des anciennes routes militaires de l’époque ; certains panneaux sont encore visibles, ainsi que des pierres de marquage au sol, avec le sigle « SM ». L'asphaltage de la route remonte aux années 1970.
À Pianaccio (2 180 m), en continuant depuis le col de Mortirolo vers l'est sur une route non asphaltée, pratiquement au-dessus de Vezza d'Oglio, on peut encore voir les traces des tranchées de la Première Guerre mondiale, face au massif de l'Adamello.

## Cyclisme

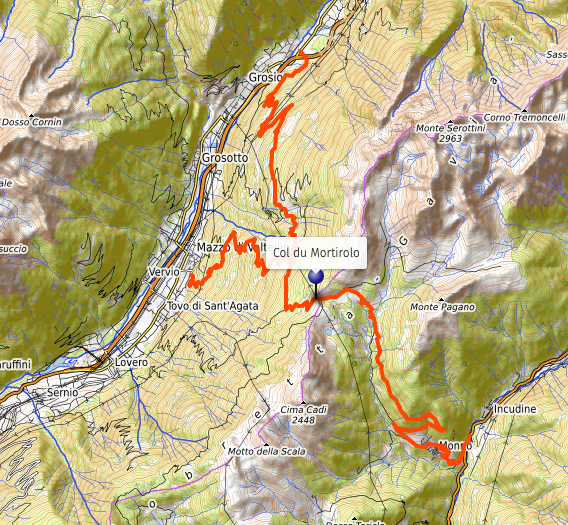
Tracé du col (version interactive).

### Profils
- Versant nord :
  - commençant à Mazzo di Valtellina (552 m), l'itinéraire est considéré comme l'une des montées les plus difficiles d'Europe et constitue un lieu de « pèlerinage » pour de nombreux cyclistes qui s'essayent à des ascensions difficiles. Le montée est longue d'environ 12,4 km pour un dénivelé de 1 300 m, ce qui correspond à une pente moyenne de 10,45 %. Cependant, certaines portions sont plus raides : la montée présente un passage à 14 %, quatre à 18 % et huit à 15 %. La montée commence par la via Valle puis traverse les quartiers de Li Ca'e Castello, en passant près du château de Pedenale. Les pentes les plus fortes sont atteintes entre l'église de San Matteo (km 3,5)[6] et l'indication de la localité de Pantan (km 4,5)[7]. Dans la section comprise entre le troisième et le neuvième kilomètre, les pentes ne descendent jamais en dessous de 11 %. Les meilleurs professionnels le courent en moins de 45 minutes (Ivan Gotti détient le record avec 42 min 40 s dans le Tour d'Italie 1996). Cependant, des cols encore plus difficiles existent, comme le Monte Zoncolan dans le nord-est de l'Italie, l'Angliru en Espagne dans les Asturies, ou encore le Kitzbüheler Horn, en Autriche, au-dessus de Kitzbühel.
  - commençant à Tovo di Sant'Agata (551 m), de pente moyenne semblable à celle de Mazzo, mais plus irrégulière (pentes atteignant 23 %) et avec une section cimentée, l'itinéraire rejoint la route en provenance de Mazzo après 11,5 km (1 718 m)[8].
  - commençant à Grosio (656 m), c'est l'itinéraire le plus facile du côté de la Valteline, avec une longueur de 14,8 km et une pente moyenne de 8,3 %. Les rampes avec pente maximale (14 %) sont situées au 10e kiliomètre. À 11,5 km (1 548 m), la route rejoint celle venant de Mazzo[9].
- Versant sud :
  - commençant à Edolo (699 m) et long de 17,2 km, la pente moyenne de cet itinéraire est de 6,7 %. Il y a des virages assez difficiles, mais ensuite la montée est régulière (environ 6 à 7 %) jusqu'au quatorzième kilomètre. Le tronçon le plus difficile se situe vers le seizième kilomètre, à une altitude de 1 720 m, avec plus de 500 m de dénivelé au-dessus de 10 %.
- Versant ouest :
  - commençant à Aprica (1 181 m) et passant par Trivigno, c’est la plus longue (environ 25 km) et la plus facile.

### Tour d'Italie

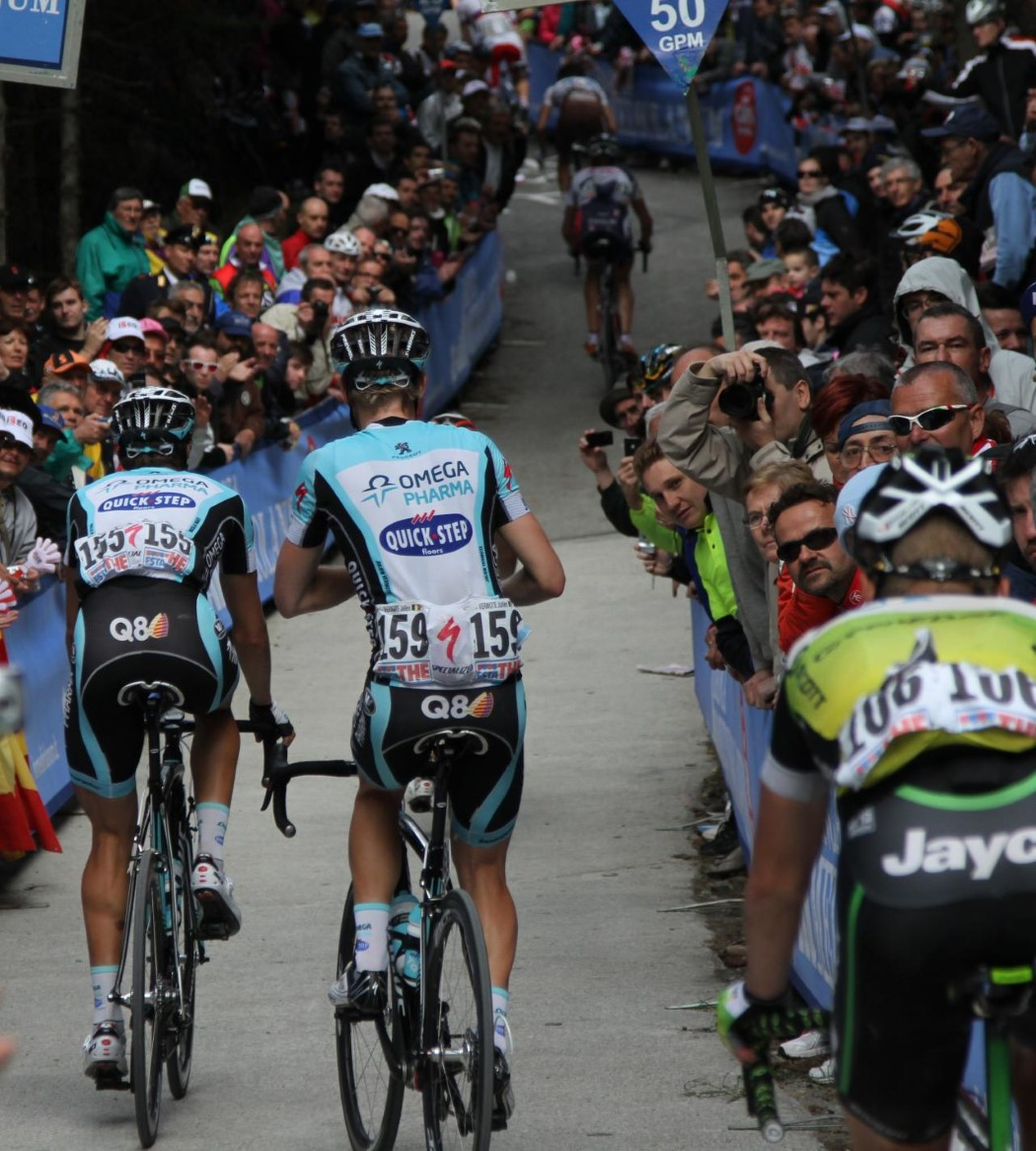
Montée au col lors du Tour d'Italie 2012.

Après être resté pendant de nombreuses années une route de montagne secondaire, le col du Mortirolo a pris de l'importance à partir de 1990 lorsqu'il a été inclus dans l'itinéraire du Tour d'Italie en raison de ses pentes très abruptes.
En 1989, Carmine Castellano devient le nouveau directeur du Tour d'Italie et il décide d'inclure pour la première fois le col dans le parcours.
Le journaliste Pierre Carrey raconte : « Sa découverte découle des incidents du Gavia en 1988. Après la terrible journée sous la tempête, les organisateurs, échaudés, esquivent un franchissement de cols l'année suivante et, parmi les idées de substitution, un journaliste local propose une route forestière « plus dure que le Gavia ». L'organisation ne veut pas ajouter cette portion inconnue à la dernière minute, mais elle promet de venir voir, dans les prochaines semaines ». Il a depuis été franchi à plusieurs reprises par la course cycliste.

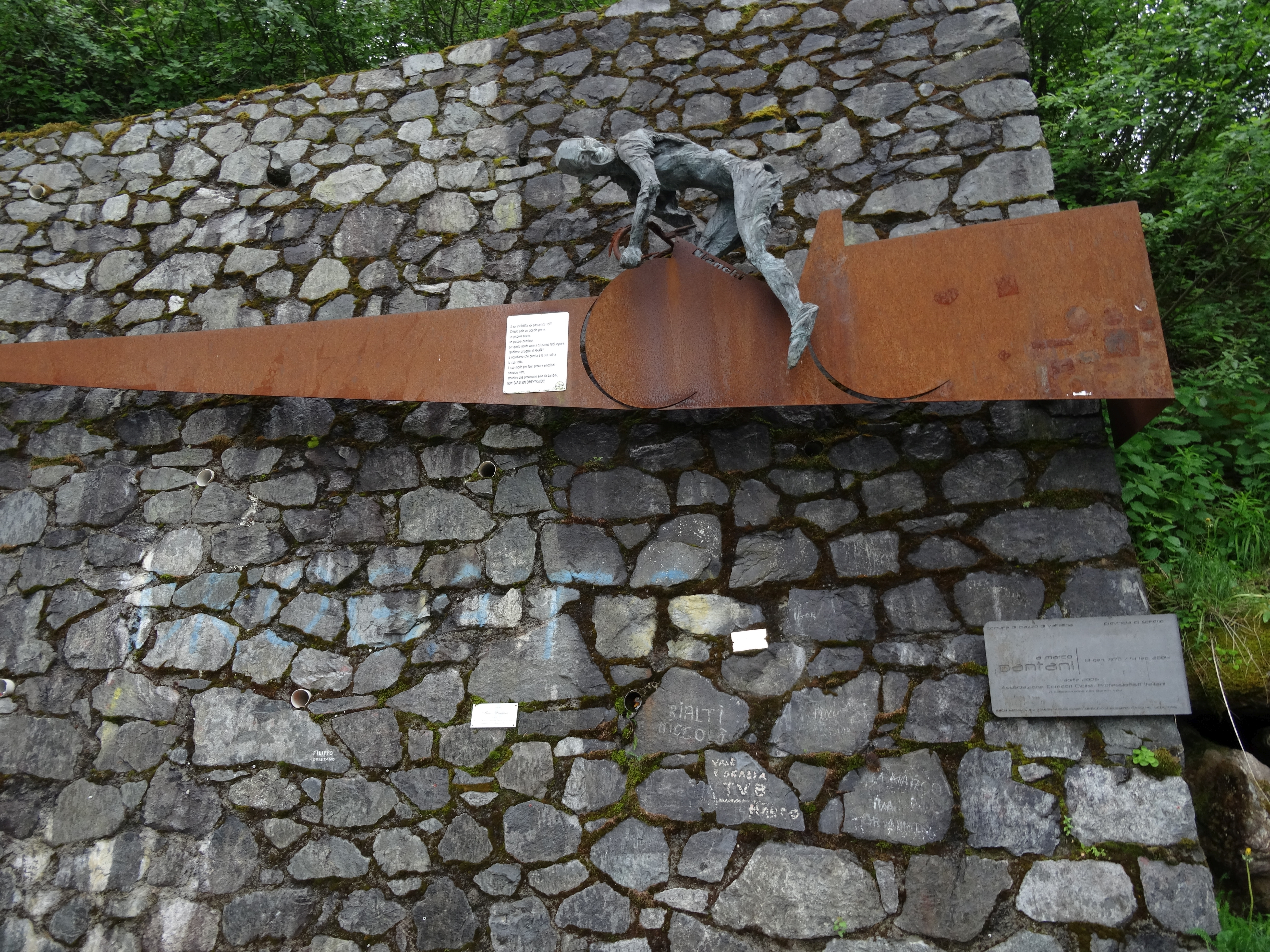
Monument dédié à Marco Pantani.

En mai 2006, une sculpture, créée par Alberto Pasqual et dédiée à Pantani, a été posée au 8e kilomètre de l'ascension, dans la zone de « Piaz de Acqua ». Le champion de Romagne est représenté lors d'une attaque, les mains basses sur le guidon, tourné pour scruter ses adversaires.
En 2006 également, le Tour d'Italie est passé au Mortirolo (ascension depuis Mazzo di Valtellina) : le premier à passer a été Ivan Basso, alors vainqueur de cette édition du Giro.
Le Tour d'Italie 2010 a de nouveau proposé le Mortirolo du côté de Mazzo : le premier à passer au col était toujours Ivan Basso, suivi de près par son coéquipier Vincenzo Nibali et Michele Scarponi.
Durant le Tour d'Italie 2012, le col est revenu au centre de l'attention ; l'ascension s'est déroulée depuis Tovo di Sant'Agata. Le col du Mortirolo et le col du Stelvio ont tous deux été grimpés dans la même étape le 26 mai. Le Suisse Oliver Zaugg a été le premier à franchir le sommet.
Pour rendre hommage à Michele Scarponi, décédé le 22 avril 2017, le Mortirolo sera renommé, à sa mémoire, Salita Scarponi.

#### Premier coureur au col du Mortirolo sur le Tour d'Italie
| Année | Coureur           | Pays      | Étape | Versant             |
| ----- | ----------------- | --------- | ----- | ------------------- |
| 1990  | Leonardo Sierra   | Venezuela | 17    | Edolo               |
| 1991  | Franco Chioccioli | Italie    | 15    | Mazzo di Valtellina |
| 1994  | Marco Pantani     | Italie    | 15    | Mazzo di Valtellina |
| 1996  | Ivan Gotti        | Italie    | 21    | Mazzo di Valtellina |
| 1997  | Wladimir Belli    | Italie    | 21    | Mazzo di Valtellina |
| 1999  | Ivan Gotti        | Italie    | 21    | Mazzo di Valtellina |
| 2004  | Raffaele Illiano  | Italie    | 19    | Mazzo di Valtellina |
| 2006  | Ivan Basso        | Italie    | 20    | Mazzo di Valtellina |
| 2008  | Antonio Colom     | Espagne   | 20    | Mazzo di Valtellina |
| 2010  | Ivan Basso        | Italie    | 19    | Mazzo di Valtellina |
| 2012  | Oliver Zaugg      | Suisse    | 20    | Tovo di Sant'Agata  |
| 2015  | Steven Kruijswijk | Pays-Bas  | 16    | Mazzo di Valtellina |
| 2017  | Luis León Sánchez | Espagne   | 16    | Edolo               |
| 2019  | Giulio Ciccone    | Italie    | 16    | Mazzo di Valtellina |
| 2022  | Koen Bouwman      | Pays-Bas  | 16    | Edolo               |
| 2024  | Christian Scaroni | Italie    | 15    | Edolo               |
| 2025  | Afonso Eulálio    | Portugal  | 17    | Edolo               |

- Vainqueur du Tour d'Italie

#### Meilleurs temps d'ascension
Records d'ascension depuis Mazzo di Valtellina au Grand Prix de la montagne :
| Position | Temps       | Nom              | Année | Pays    |
| -------- | ----------- | ---------------- | ----- | ------- |
| 1        | 42 min 40 s | Ivan Gotti       | 1996  | Italie  |
| 2        | 43 min 0 s  | Marco Pantani    | 1994  | Italie  |
| 3        | 43 min 10 s | Ivan Gotti       | 1999  | Italie  |
| 3        | 43 min 10 s | Roberto Heras    | 1999  | Espagne |
| 3        | 43 min 10 s | Gilberto Simoni  | 1999  | Italie  |
| 6        | 44 min 44 s | Ivan Basso       | 2006  | Italie  |
| 7        | 45 min 7 s  | Alberto Contador | 2015  | Espagne |
| 8        | 46 min 12 s | Alberto Contador | 2008  | Espagne |
| 8        | 46 min 12 s | Riccardo Riccò   | 2008  | Italie  |
| 8        | 46 min 12 s | Emanuele Sella   | 2008  | Italie  |